# Escut de Llanera de Ranes
L'escut de Llanera de Ranes és un símbol representatiu oficial de Llanera de Ranes, municipi del País Valencià, a la comarca de la Costera. Té el següent blasonament:
| « | Escut quadrilong de punta redona, truncat i mig partit. Al primer quarter, en camp de gules, un Agnus Dei d'argent, amb nimbus crucífer d'or i creu d'or, i amb la banderola blanca [sic] amb creu de gules. Al segon quarter, en camp de sinople, un castell d'argent, maçonat i aclarit de sable. Al tercer quarter, escacat de gules i argent, amb una flor de lis de gules en cada quadrat d'argent i una d'argent en cada quadrat de gules. Per timbre, corona reial oberta. | » |

## Història
L'escut fou aprovat per Resolució de 15 de setembre de 2003, del conseller de Justícia i Administracions Públiques, publicada en el DOGV núm. 4.601, de 3 d'octubre de 2003.
L'Agnus Dei o anyell pasqual és el senyal de sant Joan Baptista, patró del poble. A sota, les armories de Jordi Sanç de Vilaragut i de Castellví, a qui el 1650 es va concedir el títol de marquès de Llanera.